# Salvador Alcover Hervás
Salvador Alcover Hervàs (Carlet, la Ribera Alta, 7 de maig de 1864 - Gorga, el Comtat, 6 de juny de 1915) fou un sacerdot, recordat per ser l'autor de la primera monografia sobre la història del seu poble natal. De família modesta, cursà els estudis eclesiàstics en el Col·legi de Vocacions de Sant Josep, a València, costejant-los amb els guanys que obtenia fent de sacristà en la capella de Sant Pius V de la mateixa ciutat. Celebrà la seua primera missa el 31 de desembre de 1889 en la capella de Sant Josep del convent de dominics de Carlet, i en els anys següents fou rector a Benimodo, a Carlet, a Teresa de Cofrents, a Alginet, i finalment a Gorga fins a la seua mort als cinquanta-un anys.
La Monografía histórica de la villa de Carlet fou el resultat d'una llarga dedicació a investigar el passat del seu poble, i li fou premiada en els Jocs Florals de València del 1907. En reconeixement d'aquest mèrit, l'ajuntament n'adquirí una còpia del manuscrit i nomenà l'autor cronista de la vila. L'obra s'imprimí el 1924, i se'n publicà una segona edició el 1983. Ha estat qualificada com «un llibre que presenta ja un interés concret per rescatar de l'oblit la història de Carlet i que aportà informació de gran interés per a l'historiador actual, especialment per publicar documentació que tingué ocasió de consultar abans que aquesta fos destruïda en la contesa del 1936. Un treball acumulatiu que ofereix un ampli ventall d'informacions de gran utilitat, en moltes ocasions d'un fort accent descriptiu.»